# Anton Flešár
Anton Flešár, né le 8 mai 1944 à Stropkov en Tchécoslovaquie et mort à Košice le 11 avril 2024, est un footballeur international tchécoslovaque qui occupe le poste de gardien de but.

## Biographie

### Carrière en club
Au cours de sa carrière, Anton Flešár remporte un titre de Champion de Tchécoslovaquie, quatre Coupes de Tchécoslovaquie, et trois Coupes de Slovaquie.

### Carrière en sélection
Avec l'équipe de Tchécoslovaquie, il joue deux matchs entre 1970 et 1972. 
Il joue son premier match en équipe nationale le 9 mai 1970 en amical contre le Luxembourg. Il reçoit sa seconde sélection le 1er novembre 1972 en amical face à la RDA.
Il figure dans le groupe des sélectionnés lors de la Coupe du monde de 1970. Lors du mondial organisé au Mexique, il officie comme gardien remplaçant et ne joue aucun match.

## Palmarès
| Dukla Prague - Championnat de Tchécoslovaquie (1) : - Champion : 1965-66. - Coupe de Tchécoslovaquie (2) : - Vainqueur : 1964-65 et 1965-66. |  | Lokomotíva Košice - Coupe de Tchécoslovaquie (2) : - Vainqueur : 1976-77 et 1978-79. - Coupe de Slovaquie (2) : - Vainqueur : 1976-77 et 1978-79. |  | VSŽ Košice - Coupe de Tchécoslovaquie : - Finaliste : 1979-80. - Coupe de Slovaquie (1) : - Vainqueur : 1979-80. |